# Olympische Sommerspiele 1984/Teilnehmer (Andorra)
| Gelbes Symbol für Goldmedaillen mit stilisierten Olympischen Ringen | Graues Symbol für Silbermedaillen mit stilisierten Olympischen Ringen | Braundes Symbol für Bronzemedaillen mit stilisierten Olympischen Ringen |
| ------------------------------------------------------------------- | --------------------------------------------------------------------- | ----------------------------------------------------------------------- |
| —                                                                   | —                                                                     | —                                                                       |

Andorra nahm an den Olympischen Sommerspielen 1984 in Los Angeles, USA, mit einer Delegation von zwei Sportschützen teil.

## Teilnehmer nach Sportarten

### Schießen
- Joan Tomas
Trap: 26. Platz

- Francesco Gaset
Trap: 28. Platz